# 知的財産高等裁判所
知的財産高等裁判所（ちてきざいさんこうとうさいばんしょ）は、東京都目黒区にある東京高等裁判所の支部。略称は、知財高裁（ちざいこうさい）。
知的財産に関する事件を専門に取り扱う東京高等裁判所の特別の支部。知的財産高等裁判所設置法（平成16年法律第119号）に基づき、2005年（平成17年）4月1日に設立。

## 組織
知的財産高等裁判所は、2005年（平成17年）4月1日、裁判官18人、裁判所調査官11人、その他書記官、事務局職員を合わせて51人の体制で始められた。このほか専門的な知見に関する意見を求めるため、非常勤の専門委員が事件に関与する。
- 所長
- 裁判部門
  - 特別部（大合議部）
  - 通常部
    - 第一部
    - 第二部
    - 第三部
    - 第四部
- 事務部門
  - 知的財産高等裁判所事務局－裁判官会議
    - 庶務第一課
    - 庶務第二課

## 取扱い事件

### 審決取消訴訟
特許庁が行った審決に対する不服申立てとしての審決取消訴訟は知的財産高等裁判所が全国の事件をすべて取り扱う（知的財産高等裁判所設置法2条2号、特許法178条1項等）。この審決取消訴訟については知的財産高等裁判所が第一審となる。

### 知的財産権関係民事事件

#### 民事控訴事件
技術型（すべて知的財産高等裁判所が取り扱う）
技術型事件とは、特許権、実用新案権、半導体集積回路の回路配置利用権、プログラムの著作物についての著作者の権利に関する訴訟事件のこと。
技術型事件の第一審は、東京地方裁判所または大阪地方裁判所の管轄に属する。そして、民事控訴事件（民事事件の控訴審）のうち、技術型事件の控訴事件は東京高等裁判所の専属管轄に属し（民事訴訟法6条3項）、東京高等裁判所の「特別の支部」である知的財産高等裁判所が全国の事件をすべて取り扱う（知的財産高等裁判所設置法2条1号）。
非技術型（各高裁が取り扱う。知財高裁は東京高裁の管轄事件のみ取り扱う）
非技術型事件とは、意匠権、商標権、著作者の権利（プログラムの著作物についての著作者の権利を除く）、出版権、著作隣接権、育成者権、不正競争による営業上の利益の侵害に係る訴えに関する訴訟事件のこと。
非技術型事件の第一審は全国の地方裁判所の管轄に属する。そして、民事控訴事件のうち、非技術型事件の控訴事件については第一審を取り扱った各地方裁判所に対応して全国8か所にある高等裁判所が管轄を有している。そのため、東京高等裁判所の管轄に属する事件のみを知的財産高等裁判所が取り扱う（知的財産高等裁判所設置法2条1号）。

### その他の事件
東京高等裁判所の管轄に属する民事事件及び行政事件のうち、主要な争点の審理につき知的財産権に関する専門的な知見を要する事件は知的財産高等裁判所が取り扱う（知的財産高等裁判所設置法2条3号）。

## 沿革
- 1950年（昭和25年）11月 -  昭和 23年の特許法の改正により、東京高等裁判所を専属管轄とする審決取消訴訟制度が定められたことを契機として，東京高等裁判所に知的財産部として、第5特別部が設立される。後に、民事通常部の第6民事部、第13民事部、第18民事部、第3民事部を知的財産権関係事件の専門部とする。
- 1961年（昭和36年）- 東京地方裁判所に知的財産部を開設する。平成17年4月1日現在、東京地裁には知的財産権関係事件を取り扱う専門部が4箇部ある。
- 1964年（昭和39年） - 大阪地方裁判所に知的財産部を開設する。平成17年4月1日現在、大阪地裁には、知的財産権関係事件を取り扱う専門部が2箇部ある。
- 1990年（平成2年） - 大阪高等裁判所に知的財産部を開設する。2005年（平成17年）4月1日現在、大阪高裁には知的財産権関係事件を取り扱う集中部が1箇部ある。
- 1996年8月（平成8年） - 民事訴訟法等の一部を改正する法律が成立する（特許等に関する訴えの競合管轄化等を内容とする）。
- 2001年（平成13年）6月 - 1999年（平成11年）7月 に設置された司法制度改革審議会が「意見」を公表し、「知的財産権関係事件への総合的な対応強化」の具体的方策として、裁判所の専門的処理体制の強化を目的とする様々な提言をした。
- 2001年（平成13年）12月 - 司法制度改革推進本部が設置される（2004年11月まで）[6]。
- 2002年（平成14年）2月 - 小泉首相が施政方針演説で、歴代総理として初めて知的財産権の重要性に言及。
- 2002年（平成14年）7月 - 同年3月に設置された知的財産戦略会議が、知的財産戦略大綱を決定し、東京地裁や大阪地裁の専門部を実質的に「特許裁判所」として機能させるため、両裁判所に専属管轄を創設することなどの様々な課題が提示された。
- 2002年（平成14年）10月 - 知的財産訴訟検討会を開催する。
- 2003年（平成15年）3月 - 知的財産基本法（平成14年法律第122号[7]）が施行される[8]。知的財産戦略本部が発足する[9]。
- 2003年（平成15年）7月 -「知的財産の創造、保護及び活用に関する推進計画」が決定される[10]。民事訴訟法等の一部を改正する法律が成立する（特許等に関する訴えの専属管轄化、専門委員制度の導入等を内容とする）[11]。
- 2004年（平成16年）4月 - 東京高裁で知財関係事件を取り扱っていた4つの民事通常部（第6民事部、第13民事部、第18民事部、第3民事部）を、第1から第4の「知的財産部」に名称を変更する。また、東京高裁に知的財産大合議部としての｢第6特別部」（5人の裁判官による大合議制）を創設する。
- 2004年（平成16年）6月 - 知的財産高等裁判所設置法が成立する[12]。
- 2005年（平成17年）4月 - 知的財産高等裁判所が設立される[5][1]。

東京高裁にあった第1知的財産部から第4知的財産部の4箇部を「通常部」とし、第6特別部を「大合議部」とする。
- 2022年（令和4年）10月 - 11日に知的財産高等裁判所・東京地方裁判所中目黒庁舎（ビジネス・コート、目黒区中目黒2丁目）に移転[13][14]。関東信越厚生局の跡地に新しい庁舎が建設される。

## 歴代所長
- 篠原勝美（2005年4月1日 - 2007年5月22日[5][15][16]、福岡高等裁判所長官）
- 塚原朋一（2007年5月23日 - 2010年8月20日[17]、定年退官）
- 中野哲弘（2010年8月21日 - 2012年3月11日[18]、定年退官[19]）
- 飯村敏明（2012年3月12日 - 2014年6月14日[20]、定年退官）
- 設樂隆一（2014年6月15日 - 2017年1月26日[21]、定年退官）[22]
- 清水節（2017年1月27日 - 2018年5月4日[23]、定年退官）[24]
- 高部眞規子（2018年5月5日 - 2020年10月18日[25]、高松高等裁判所長官[26]）[27]
- 大鷹一郎（2020年10月19日 - 2023年6月12日[28]、定年退官）[29]
- 本多知成（2023年6月13日 - ）

（任期の後ろは後職）

## その他の裁判官

### 第一部
- 本多知成
- 伊藤清隆
- 天野研司

### 第二部
- 清水響
- 菊池絵理
- 頼晋一

### 第三部
- 中平健
- 今井弘晃
- 水野正則

### 第四部
- 増田稔
- 岩井直幸
- 安岡美香子

（2025年5月30日現在）